# Proteste in Moldavia del 2009
Le proteste contro i risultati delle elezioni parlamentari moldave dell'aprile 2009, iniziate il 6 aprile 2009, nelle principali città della Moldavia (tra cui Bălți e la capitale Chişinău) prima che fossero annunciati i risultati ufficiali finali. I manifestanti hanno affermato che le elezioni, che hanno visto il Partito dei comunisti della Repubblica di Moldova (PCRM) al governo ottenere la maggioranza dei seggi, erano fraudolente e in alternativa hanno chiesto un riconteggio, una nuova elezione o le dimissioni del governo. Manifestazioni simili si sono svolte in altre grandi città moldave, inclusa la seconda più grande del paese, Bălți, dove hanno protestato oltre 7.000 persone.
Alcuni dei manifestanti hanno discusso e organizzato sé stessi usando Twitter, da qui il soprannome usato dai media, Twitter Revolution. A Chişinău, dove il numero di manifestanti è salito a oltre 30.000, il 7 aprile la manifestazione è sfociata in una rivolta. I rivoltosi hanno attaccato l'edificio del parlamento e quello della presidenza, rompendo finestre, incendiando mobili e rubando proprietà.

## Antefatti
I disordini sono iniziati come una protesta pubblica dopo l'annuncio dei risultati delle elezioni preliminari il 6 aprile 2009, che ha visto vittorioso il Partito dei comunisti della Repubblica di Moldova, ottenendo circa il 50% dei voti. I risultati finali, pubblicati l'8 aprile, hanno mostrato che il PCRM ha raccolto il 49,48% dei voti, ottenendo 60 seggi in parlamento, uno in meno dei tre quinti necessari al partito per controllare le elezioni presidenziali. L'opposizione ha respinto i risultati delle elezioni, accusando le autorità di falsificazione nel corso del conteggio dei voti e chiesto nuove elezioni.
Il PCRM era al potere dal 2001. Una serie di proteste era stata organizzata dai partiti di opposizione nel 2003, quando il governo ha tentato di sostituire la materia scolastica "Storia dei rumeni" con "Storia della Moldova". Gli studenti hanno protestato per mesi prima che il governo facesse marcia indietro sui suoi piani.
Petru Negură, professore universitario di sociologia presso l'Università Statale della Moldavia e l'École des hautes études en sciences sociales, ha attribuito le origini della crisi al problema dell'identità etnica: alcune persone in Moldavia si identificano come "moldavi", mentre altri come "rumeni".
La Missione di osservazione elettorale internazionale dell'Organizzazione per la sicurezza e la cooperazione in Europa (OSCE) ha dichiarato le elezioni generalmente libere ed eque, sebbene abbia anche riferito che il confronto dei dati sulla popolazione in età di voto forniti dal Ministero degli interni moldavo con il numero degli elettori registrati forniti dalle autorità esecutive locali ha rivelato una discrepanza di circa 160.000. Emma Nicholson, membro del gruppo di osservazione dell'OSCE, non è d'accordo con la valutazione del rapporto OSCE sull'equità delle elezioni.
Un certo numero di elettori ha anche segnalato casi di frode in cui persone decedute o assenti sono state registrate come se avessero votato.
Secondo Vladimir Socor, analista politico della Jamestown Foundation, le elezioni sono state giudicate complessivamente positive, con alcune riserve che non hanno influito sul risultato o sulla valutazione iniziale complessiva. Gli exit poll avevano anticipato una vittoria per il Partito Comunista, con l'incertezza sul margine di vittoria.
I partiti di opposizione hanno sottolineato che le liste degli elettori ammissibili includevano 300.000 persone in più rispetto alle elezioni precedenti, sebbene la popolazione della Moldova si fosse ridotta. Per questo motivo hanno affermato che negli ultimi due mesi sono stati creati circa 400.000 elettori fittizi e, pertanto, hanno modificato il risultato della votazione.  È stato inoltre affermato che le autorità hanno anche stampato più di una scheda elettorale per determinate persone.

## Manifestazione e rivolta
Le prime azioni di protesta, organizzate come flashmob da una giornalista moldava di 25 anni Natalia Morari, sono iniziate a Chişinău il 6 aprile 2009. Il giorno successivo, il 7 aprile. La manifestazione, che contava oltre diecimila, la maggior parte studenti e giovani, si è riunita nel centro della città sul viale Ștefan cel Mare. La protesta contro i risultati elettorali annunciati si è trasformata in scontri con la polizia, che ha utilizzato gas lacrimogeni. Tuttavia, la polizia è stata presto sopraffatta dal numero dei manifestanti. I rivoltosi hanno fatto irruzione nel vicino edificio del parlamento e nell'ufficio del presidente. Entrando nell'edificio attraverso finestre rotte, i manifestanti hanno incendiato parti dell'edificio, utilizzando documenti e mobili sia all'interno che all'esterno. L'edificio è stato riconquistato dalla polizia in tarda serata.
I manifestanti, alcuni dei quali portavano bandiere rumene, cantato slogan filo-occidentali, filo-rumeni e anti-governativi come "Vogliamo l'Europa", "Siamo rumeni"  e "Abbasso il comunismo".
Due adolescenti, Ion Galațchi e Dragoș Mustețea, con la presunta approvazione dei poliziotti, hanno sostituito le bandiere della Moldavia negli edifici presidenziali e parlamentari con una bandiera della Romania e una bandiera dell'Europa, sostenendo che si aspettavano che questo avrebbe calmato la folla.
L'ospedale di emergenza di Chişinău ha riferito di aver curato oltre 78 agenti di polizia e manifestanti feriti l'8 aprile, mentre il presidente moldavo ha dichiarato che 270 persone sono rimaste ferite durante le rivolte. L'opposizione moldava ha invitato le autorità a svolgere nuove elezioni e i manifestanti a cessare la violenza. La televisione nazionale moldava aveva inizialmente riferito che una giovane donna era morta per avvelenamento da monossido di carbonio a causa degli incendi all'interno del palazzo del parlamento provocati dai rivoltosi. Tuttavia, è stato successivamente riferito che la donna è stata salvata da un team di medici.
La sera del 7 aprile, un gruppo di manifestanti ha organizzato un Comitato nazionale per la salvezza, composto da studenti e rappresentanti della società civile. Lo scrittore Nicolae Dabija, vicepresidente del Comitato, ha affermato che lo scopo previsto del Comitato è organizzare nuove elezioni. Tuttavia, le proteste si sono spente quando la polizia è intervenuta nella notte per arrestare i manifestanti trovati in piazza.
Il 7 aprile, Serafim Urechean, leader del partito di opposizione Alleanza Moldavia Nostra, durante un incontro con il presidente Voronin ha affermato che le rivolte sono state orchestrate dai servizi di sicurezza. Tuttavia, l'ex presidente moldavo Petru Lucinschi ritiene che la violenza sia stata il risultato spontaneo delle azioni di giovani senza leader frustrati dal declino della democrazia moldava. Ha detto che non c'è bisogno di guardare oltre per spiegare i disordini e il movimento "non aveva leader, una parte andava in una direzione, una pacifica e un'altra parte ha preso una piega violenta".
Proteste di solidarietà con i manifestanti a Chișinău si sono svolte a Cimișlia, Bălți, Ungheni e in altre città moldave. Al contrario, in alcune città (soprattutto nella regione autonoma della Gagauzia) sono state condannate le azioni dei manifestanti.
Le proteste sono proseguite domenica 12 aprile, quando circa 3.000 manifestanti si sono riuniti nella piazza centrale dove il sindaco di Chişinău, Dorin Chirtoacă, ha tenuto un discorso su come i giovani moldavi rifiutano il comunismo perché "capiscono che il loro futuro è stato rubato". Tuttavia, gli studenti erano notevolmente assenti dalla folla, essendo stati sanzionati per la loro partecipazione alle precedenti proteste.

## Arresti e accuse di tortura
Nella notte dal 7 all'8 aprile le forze di polizia hanno sbaragliato la folla rimanente nella piazza principale e hanno arrestato circa 200 partecipanti. Il giorno successivo sono stati emessi altri arresti, con dimostranti picchiati e trasportati via con le auto della polizia.  Allo stesso modo, il filmato mostrava i manifestanti trascinati via e picchiati da quelli che sembrano essere agenti di polizia in borghese. Tra i manifestanti ricoverati in ospedale dopo essere stati picchiati c'era Andrei Ivanțoc, ex prigioniero politico in Transnistria. Una parlamentare indipendente, Valentina Cușnir, era vicino alla strada principale di Chişinău verso la mezzanotte del 7 aprile. Ha riferito di essere stata abusata da un agente di polizia.
Amnesty International ha accusato il governo moldavo di violare i diritti umani attraverso le azioni della polizia, di aver detenuto indiscriminatamente centinaia di manifestanti, compresi minori, che sono stati sottoposti a tortura e altri maltrattamenti. L'organizzazione ha rilasciato un memorandum al governo moldavo su questo caso.
Il 9 aprile, l'ufficio del procuratore generale ha chiesto all'Ucraina di estradare Gabriel Stati, un uomo d'affari moldavo che il governo moldavo ha accusato di essere coinvolto nell'organizzazione e nel finanziamento dei disordini civili. Stati era sotto custodia ucraina insieme ad un altro sospettato, Aurel Marinescu, per il loro presunto "coinvolgimento nell'organizzazione di un tentativo di rovesciare il governo moldavo". Il 16 aprile, la procura generale dell'Ucraina ha approvato l'estradizione di Stati e Marinescu.
I giornalisti rumeni di Antena 3, TVR e il quotidiano Gândul hanno accusato le autorità moldave di tentare di intimidirle. Il 10 aprile, le autorità moldave hanno arrestato la giornalista Rodica Mahu (caporedattore di Jurnal de Chișinău) e il giornalista rumeno Doru Dendiu, corrispondente permanente di TVR in Moldova, per il loro presunto coinvolgimento nell'organizzazione delle rivolte. Tuttavia, lo stesso giorno Mahu e Dendiu furono rilasciati dall'interrogatorio della polizia, A Dediu fu detto che doveva lasciare la Moldavia. Un'altra giornalista, Natalia Morari, è stata posta agli arresti domiciliari. Inoltre, l'accesso a Internet a Chişinău è stato bloccato per limitare l'accesso dei cittadini ai siti di notizie.
L'11 aprile, il Ministero degli Interni moldavo ha annunciato di aver arrestato 295 persone a Chişinău per il loro coinvolgimento nelle proteste.
Il 13 aprile, il sindaco di Chișinău Dorin Chirtoacă ha presentato un appello alle organizzazioni internazionali riguardo agli arresti in Moldova, sostenendo che i manifestanti sono stati torturati, non hanno ricevuto il diritto di parlare con un avvocato e che alle ONG non era consentito l'accesso ai centri di detenzione. Ha anche affermato che il numero reale degli arrestati era superiore alle cifre ufficiali, poiché l'elenco compilato dalla stampa dei manifestanti scomparsi ha raggiunto 800 nomi.
Un rapporto delle Nazioni Unite, basato su una visita a un centro di detenzione, afferma che le centinaia di persone arrestate in seguito ai disordini civili sono state oggetto di trattamenti crudeli, inumani o degradanti, essendo state picchiate con mazze, bottiglie d'acqua, pugni e piedi, è stato negato loro il cibo e l'accesso all'assistenza legale, sono stati portati davanti ai giudici in gruppi di sei persone e accusati collettivamente. Ai rappresentanti delle Nazioni Unite è stato negato l'accesso ad altri centri di detenzione, nonostante la legislazione che consente loro di effettuare tali visite. Edwin Berry, consigliere delle Nazioni Unite per i diritti umani per la Moldova, ha detto che durante la visita al centro di detenzione quasi tutti quelli con cui ha parlato avevano segni visibili che dimostrano che sono stati picchiati.
Il 15 aprile, il presidente Voronin ha chiesto un'amnistia generale e "la fine di tutte le forme di azione penale contro i partecipanti alle proteste di strada", tuttavia, Chirtoacă ha annunciato che nessun manifestante è stato liberato entro il 17 aprile.
Marian Lupu, il presidente del parlamento moldavo, ha ammesso che i manifestanti arrestati sono stati oggetto di brutalità da parte della polizia e ha annunciato che gli agenti di polizia coinvolti non sarebbero stati puniti, essendo coperti dall'amnistia annunciata dal presidente Voronin.

## Deceduti
Quattro morti sono avvenute al momento dei disordini e sono state collegate agli eventi da varie fonti.
Dopo il suo arresto, un manifestante di 23 anni, Valeriu Boboc, è morto in un ospedale di Chişinău l'8 aprile 2009. Inizialmente la causa ufficiale del decesso era avvelenamento da fumo durante le rivolte. Le telecamere di sorveglianza mostrano invece la violenza subita da Boboc. Il poliziotto Ion Perju è stato condannato a 10 anni di detenzione.
Il corpo di un altro manifestante, Ion Țâbuleac, con ferite multiple e fratture, è stato presumibilmente scaricato da un'auto appartenente al Ministero degli affari interni moldavo.
Il corpo di un terzo manifestante, Eugen Țapu, è stato consegnato ai parenti dalla polizia il 16 aprile. La causa ufficiale della morte è stata data come suicidio per impiccamento, tuttavia i parenti hanno contestato questo perché affermano che non aveva segni sul collo che lo suggerissero. Secondo Victor Său, il sindaco del villaggio natale di Țapu, Soroca, esiste un legame tra la morte di Eugen Țapu e la protesta del 7 aprile perché la polizia si rifiuta di fornire ulteriori spiegazioni e le date della sua morte e il giorno della protesta sono le stesse. Său ha affermato che la polizia si è rifiutata di fornire qualsiasi spiegazione sui motivi della morte di Eugen Țapu e che secondo i giornali è morto il 7 aprile, giorno in cui la polizia ha iniziato gli arresti di massa di giovani manifestanti. La polizia afferma di aver trovato il corpo in decomposizione di Eugen Țapu il 15 aprile, appeso ai lacci delle scarpe nella soffitta di un edificio della capitale. "L'hanno ucciso, questo è certo, e devono rispondere di quello che hanno fatto" ha detto il padre di Eugen.
Maxim Canişev (nato nel 1989, Hristoforovca) è morto l'8 aprile, ma è stato trovato con la colonna vertebrale rotta nel lago Ghidighici solo il 18 aprile.
Il governo moldavo ha negato con forza qualsiasi coinvolgimento nelle morti. Il direttore esecutivo di Amnesty International Moldova, Evghenii Golosceapov, non crede alle smentite degli ufficiali. Tre dei morti hanno mostrato segni di violenza sui loro volti e sul corpo. Le cause della loro morte rimangono sconosciute a partire dal 2010.
L'8 ottobre 2009, centinaia di persone si sono recate al monumento a Stefano il Grande a Chişinău per celebrare i 6 mesi dai sanguinosi eventi. Mentre era presente alla cerimonia, il primo ministro Vlad Filat ha affermato che il ministero dell'Interno ha già avviato un'indagine interna sulle azioni della polizia il 7 aprile 2009, e soprattutto nei giorni e nelle settimane successive.

## Reazione del governo
Il presidente moldavo Vladimir Voronin, in un discorso del 7 aprile 2009, ha descritto gli eventi nella capitale come un colpo di Stato organizzato da "un pugno di fascisti ubriachi di rabbia" e ha dichiarato che le autorità moldave si difenderanno contro i "leader del pogrom". Il presidente ha inoltre esortato l'Occidente a contribuire a ripristinare l'ordine e risolvere il conflitto.
Dopo l'escalation delle rivolte e l'incendio del palazzo del parlamento, Voronin ha detto "abbiamo cercato di evitare spargimenti di sangue, ma se la situazione di ieri si ripeterà, risponderemo di conseguenza".
Più tardi, l'8 aprile, Voronin ha rilasciato la seguente dichiarazione: "Per la prima volta, il popolo moldavo ha visto l'opposizione tradire apertamente il proprio popolo e il proprio paese intraprendendo la strada per provocare una guerra civile aperta. L'intero paese ha visto che non c'è alcuna opposizione di sorta in Moldova, né anticomunista né anti-Voronin. C'è solo opposizione allo Stato". Il presidente ha anche commentato l'esposizione delle bandiere rumene: "Quello che è successo ieri ha portato una vergogna indelebile ai nostri politici, a tutta la nostra democrazia. L'intera nazione moldava ha assistito alla più grande umiliazione della propria sovranità e della propria democrazia quando gli standard statali sono stati strappati dai pennoni del Parlamento e dall'ufficio del Presidente e sostituiti con le bandiere della Romania". In un'intervista al quotidiano spagnolo El País, Voronin ha affermato che i professori e gli insegnanti, soprattutto a Chişinău, hanno un ruolo molto distruttivo come "continuatori di Ion Antonescu".
Il 10 aprile 2009, Voronin ha invitato la Corte costituzionale della Moldavia ad autorizzare un nuovo conteggio dei voti. Il 12 aprile 2009 ha deciso che ci sarebbe stato un riconteggio. Il riconteggio doveva quindi avvenire il 15 aprile 2009. Il 14 aprile Serafim Urechean ha annunciato che i tre principali partiti dell'opposizione avrebbero boicottato il riconteggio, adducendo il timore che il governo lo avrebbe utilizzato per aumentare la maggioranza fino ai 61 seggi necessari per eleggere il prossimo presidente. Il riconteggio doveva concludersi entro il 16 aprile 2009 e i risultati dovevano essere presentati entro il 21 aprile 2009 alla Commissione Elettorale Centrale moldava. Il risultato delle elezioni non è stato modificato attraverso il riconteggio, poiché non sono stati accertati errori gravi. L'opposizione sostiene che il ballottaggio è stato truccato, affermando che il conteggio di schede fraudolente potrebbe produrre solo risultati fraudolenti.
Il presidente della Transnistria Igor Smirnov ha accusato il governo moldavo di non "proteggere i transnistriani dai nazionalisti".

## Lotta diplomatica con la Romania
I disordini civili in Moldova hanno portato a una lite diplomatica con la Romania, dopo che il presidente Voronin ha accusato la Romania di essere la forza dietro le rivolte a Chişinău. La Romania ha negato ogni accusa di essere coinvolta nelle proteste.
L'ambasciatore rumeno in Moldova, Filip Teodorescu, è stato dichiarato persona non grata dal governo moldavo, costretto a lasciare il Paese entro 24 ore. Il giorno successivo, il parlamento rumeno ha nominato un alto diplomatico, Mihnea Constantinescu, come nuovo ambasciatore in Moldavia, ma due settimane dopo il governo moldavo lo ha respinto senza alcuna spiegazione, aggravando la crisi.
Il governo moldavo ha istituito l'obbligo di visto per i cittadini rumeni e il 7 aprile ha chiuso il confine tra Romania e Moldova. A studenti moldavi che studiavano in Romania e giornalisti internazionali non è stato permesso di entrare nel Paese. Il giorno successivo, i collegamenti ferroviari tra la Romania e la Moldova sono stati cancellati per un periodo indefinito, a causa di problemi "tecnici". La Romania ha annunciato che non ricambierà l'espulsione dell'ambasciatore e manterrà lo stesso regime dei visti, con visti gratuiti per i cittadini moldavi. Ha inoltre condannato come "arbitrarie e discriminatorie" le nuove misure adottate nei confronti dei cittadini rumeni in Moldova e ha affermato che il regime dei visti era "avventato" e ha infranto un patto Moldova-UE.
In una conferenza stampa il 22 luglio 2009, il procuratore generale della Moldova, Valeriu Gurbulea, ha dichiarato che la Romania non era coinvolta nella rivolta.
Il governo rumeno ha modificato le norme che consentono agli stranieri che avevano antenati che avevano la cittadinanza rumena (inclusa la maggior parte dei moldavi) di ottenere la cittadinanza rumena. La nuova legge consente alle persone con almeno un bisnonno che ha vissuto durante l’occupazione rumena della Bessarabia (anziché solo un nonno come prima) di richiedere la cittadinanza rumena, mentre ha aggiunto un termine massimo di cinque mesi per dare una risposta alla richiesta.

## Conseguenze
Dopo i disordini civili, il clima in Moldova è diventato molto polarizzato. Il parlamento non è riuscito a eleggere un nuovo presidente. Per questo motivo il parlamento è stato sciolto e si sono tenute elezioni anticipate. Le urne del 29 luglio sono state vinte dal Partito Comunista con il 44,7% dei voti. Ciò ha dato all'ex partito al governo 48 parlamentari ei restanti 53 seggi nella camera dei 101 membri sono andati a quattro partiti di opposizione. Questi partiti di opposizione hanno deciso di creare l'Alleanza per l'integrazione europea che ha spinto il partito comunista all'opposizione. I comunisti erano al governo dal 2001.
La dichiarazione di indipendenza moldava originale approvata e firmata il 27 agosto 1991 è stata bruciata durante i disordini civili, ma un documento identico è stato restaurato nel 2010.